# Landtagswahl in Niedersachsen 1974
- SPD: 67
- FDP: 11
- CDU: 77

Die Wahl zum 8. Niedersächsischen Landtag fand am 9. Juni 1974 statt. 

## Ergebnis
Die CDU konnte die Wahl mit 48,8 Prozent für sich entscheiden, indem sie fast so viele Prozentpunkte (+3,1) im Vergleich zur Landtagswahl in Niedersachsen 1970 hinzugewinnen konnte, wie die SPD verlor (−3,2). Die SPD kam auf 43,1 Prozent und verlor damit erstmals ihren Status als stärkste Partei in Niedersachsen. Als dritte Fraktion kehrte die der FDP in den Landtag zurück. Sie erreichte 7,0 Prozent und gewann 2,6 Prozentpunkte hinzu, ebenso viele, wie die an der Fünf-Prozent-Hürde gescheiterte NPD verlor.
| Partei                                            | Stimmen   | Anteil in % | ± (%) | Direkt- man- date | Sitze | ±   |
| ------------------------------------------------- | --------- | ----------- | ----- | ----------------- | ----- | --- |
| Christlich Demokratische Union Deutschlands (CDU) | 2.098.096 | 48,8        | +3,1  | 54                | 77    | +3  |
| Sozialdemokratische Partei Deutschlands (SPD)     | 1.852.797 | 43,1        | −3,2  | 45                | 67    | −8  |
| Freie Demokratische Partei (FDP)                  | 302.165   | 7,0         | +2,6  | 0                 | 11    | +11 |
|                                                   |           |             |       |                   |       |     |
| Nationaldemokratische Partei Deutschlands (NPD)   | 27.581    | 0,6         | −2,6  | 0                 | 0     | ±0  |
| Deutsche Kommunistische Partei (DKP)              | 16.753    | 0,4         | ±0,0  | 0                 | 0     | ±0  |
| Einzelbewerber                                    | 301       | 0,0         |       | 0                 | 0     |     |
| Gültig                                            | 4.297.693 | 199,2       |       |                   |       |     |
| Ungültig                                          | 0.033.580 | 100,8       |       |                   |       |     |
| Gesamt                                            | 4.331.273 | 100,0       |       | 99                | 155   |     |
| Wahlberechtigte/Wahlbeteiligung                   | 5.129.254 | 184,4       | +7,7  |                   |       |     |

### Wahlprüfung
Das obige Ergebnis stellte der Landtag durch Wahlprüfungsentscheidung vom 26. Februar 1975 fest. Auf Wahleinsprüche des Innenministers, des Landeswahlleiters und der CDU in Niedersachsen hin war eine Überprüfung der gesamten Landtagswahl durch eine Kontrollzählung durchgeführt worden. Im Ergebnis fiel ein Landeslistenmandat knapp nicht der SPD, sondern der CDU zu. Der Abgeordnete Willi Arens (SPD) schied deshalb im März 1975 aus dem Landtag aus; an seiner statt trat Carl-Edzard Schelten-Peterssen (CDU) in den Landtag ein. Schon am 2. April 1975 jedoch rückte Arens wieder in den Landtag nach, nachdem Alfred Kubel sein Mandat niedergelegt hatte.

## Regierungsbildung
Schon zu Beginn der Wahlperiode hatte die SPD ihre bis dahin bestehende absolute Mehrheit im Landtag verloren. Ministerpräsident Alfred Kubel konnte jedoch mit Hilfe der FDP in einer sozialliberalen Koalition weiter regieren.
Die Koalition zerbrach, als sie – über eine Mehrheit von nur einer Stimme verfügend – den designierten Nachfolger Kubels, Finanzminister Helmut Kasimier, nicht wählen konnte und stattdessen am 15. Januar 1976 mit mindestens einer Stimme aus der bis dahin bestehenden Koalition der CDU-Gegenkandidat Ernst Albrecht als Ministerpräsident gewählt wurde. Nachdem dieser es unterließ, dem Landtag binnen 21 Tagen ein Kabinett zur Bestätigung vorzuschlagen, kam es am 6. Februar 1976 zu einem weiteren Wahlgang, in dem Albrecht abermals die Mehrheit erhielt. Da er weder SPD noch FDP als Koalitionspartner gewinnen konnte, ernannte er eine Minderheitsregierung, die nicht der Bestätigung durch den Landtag bedurfte.
Ein Jahr später ging die FDP doch eine Koalition mit der CDU ein, woraufhin das Kabinett durch zwei FDP-Minister erweitert wurde.